# Katarzyna Grabowska
Katarzyna Grabowska (ur. 8 marca 1991 w Krakowie) – polska aktorka.

## Życiorys
Jest córką aktorów Andrzeja Grabowskiego i Anny Tomaszewskiej oraz młodszą siostrą aktorki Zuzanny Grabowskiej.
Od 2014 roku związana jest z Teatrem Powszechnym w Łodzi.
W 2015 roku ukończyła studia na Wydziale Aktorskim PWSFTiT im. Leona Schillera w Łodzi. W 2017 roku otrzymała nagrodę im. Wiesława Nowickiego przyznawana przez Towarzystwo Przyjaciół Łodzi wraz z Fundacją im. Wiesława Nowickiego w celu „wyróżnienia i wspierania rozwoju młodych łódzkich talentów w dziedzinie sztuki, a w szczególności filmu i teatru”.

## Filmografia
| Rok       | Tytuł                | Rola                             | Uwagi       |
| --------- | -------------------- | -------------------------------- | ----------- |
| 2007      | Pitbull              | młoda sprzedawczyni              | odc. 7      |
| 2012      | Defense Mechanism    | Zuza                             |             |
| 2013      | Komisarz Alex        | młoda kasjerka                   | odc. 43     |
| 2015      | Na dobre i na złe    | pielęgniarka                     | odc. 594    |
| 2015      | M jak miłość         | Dominika, podopieczna Lewińskiej | odc. 1141   |
| 2016–2017 | M jak miłość         | Olga Górecka                     |             |
| 2016      | Czułość              | Magdalena, aktorka               |             |
| 2018      | Diagnoza             | dziewczyna                       | odc. 29, 30 |
| 2019–2021 | Zakochani po uszy    | Joanna Nowak (Popiel)            |             |
| 2022      | Pierwsza miłość      | Ilona                            |             |
| 2022      | Papiery na szczęście | Joanna Popiel                    | odc. 174    |
| 2024      | Komisarz Alex        | Kinga Witecka, żona Arka         | odc. 259    |

Sporządzono na podstawie materiału źródłowego.

## Życie prywatne
Katarzyna Grabowska jest w związku małżeńskim z Damianem Kulcem. W październiku 2021 urodziła córkę Jagodę. Córka Andrzeja Grabowskiego.